# Gaetano Bresci

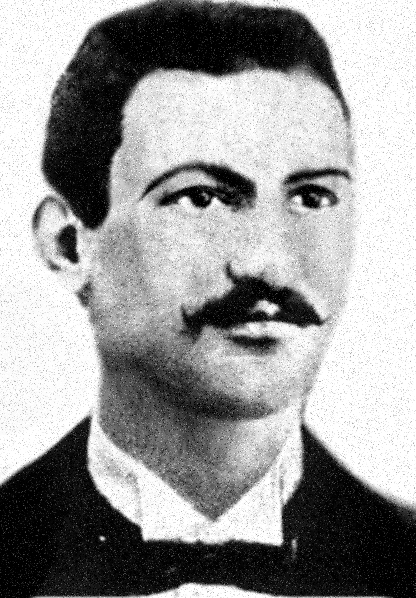
Zdjęcie G. Bresciego.

Gaetano Bresci (ur. 10 listopada 1869 w Coiano di Prato w Toskanii, zm. 22 maja 1901 na Ventotene) – włoski illegalista. Większą część życia spędził na emigracji w USA, w mieście Paterson.
28 lipca 1900 podczas konkursu gimnastycznego w Monzy zastrzelił Humberta I, króla Włoch. Chciał w ten sposób pomścić ofiary strajku robotniczego w 1898 r. w Mediolanie, podczas których generał Bava Beccaris użył przeciw protestującym armat.
Za ten czyn Bresciego skazano 29 sierpnia 1900 r. na ciężkie roboty i umieszczono w więzieniu Santo Stefano. Nie jest jasne, czy powiesili go strażnicy, czy popełnił w ten sposób samobójstwo.
Zamachem Bresciego interesował się Leon Czołgosz, inny anarchista i zabójca Williama McKinleya.